# بارننفر (كاهن آمون الأكبر)
بارننفر (پا رن نفر بمعنى الاسم الجميل)، المعروف أيضًا باسم وننفر (ون نفر بمعنى الموجود الجميل وهو من القاب الإله أوزير)، كان كبير كهنة آمون خلال فترة حكم توت عنخ آمون وحورمحب، وربما لاحقًا. كان يُعتقد في السابق أنه عاش في زمن رمسيس الثاني، لكنه الآن يُعزى إلى نهاية الأسرة الثامنة عشرة. تم تأكيد تاريخ بارنفر بشكل أفضل إلى نهاية الأسرة الثامنة عشرة بعد الحفريات الواسعة التي أُجريت في مقبرته في طيبة في الفترة 1990-1993.
كان بارنفر كبير كهنة أنحور وحامل ختم الملك قبل أن يُرقى إلى منصب كبير كهنة آمون.

## العائلة
بارنفر/وننفر كان ابن مينحتب ومايا. على الآثار، يُقال إنه كان له شقيقان: بن نيسوت تاوي، الذي كان قائدًا للقوات في كوش (السودان)، ومين مسي، الذي شغل منصب كبير كهنة مين وإيزيس.
بارنفر/وننفر كان متزوجًا من إيزيس، التي كانت رئيسة الحريم الخاص بـآمون. يسرد أحد الآثار العائلية الخاصة به أربعة أبناء وابنة واحدة.
- الابن الأكبر كان يُدعى حوري، وقد شغل منصب كبير كهنة أنحور بعد والده. وكان ابن حوري، مين مسي، يشغل أيضًا منصب كبير كهنة أنحور. ومن المحتمل أن يكون حوري قد شغل لاحقًا منصب كبير كهنة آمون تحت حكم رمسيس الثاني.
- يُقال إن إمن إم إنت كان صديق طفولة لـرمسيس الثاني وشغل لاحقًا منصب رئيس الأعمال.
- ابن آخر يُدعى أمنمؤبت شغل منصب كبير الرائين، أي كبير كهنة رع في هليوبوليس. كما شغل أمنمؤبت منصب حاجب ملك الأرضين.
- خعمواست مذكور على أحد المعالم التي تعود لإمن إم إنت. كان خعمواست كاتبًا للكتب المقدسة في بيت آمون.[5]
- حنوت محيت تزوجت من وكيل معبد بتاح.[5]

كما ذُكرت ثلاث بنات إضافيات، ولكن الأسماء ضاعت:
- سيدة زوجة وكيل آمون.[5]
- سيدة نبيلة في بيت الملك.[5]
- زوجة قائد القوات في سلاح المركبات.